# Selayar
Selayar is een bestuurslaag in het regentschap Lingga van de provincie Riau-archipel, Indonesië. Selayar telt 699 inwoners (volkstelling 2010).